# Przedsmak (wiersz)
Przedsmak (ang. Prospice) – wiersz angielskiego poety Roberta Browninga, ogłoszony w tomie Dramatis Personae, opublikowanym w 1864 roku.

## Charakterystyka ogólna
Utwór liczy 28 wersów. Uważa się go powszechnie za jeden z najważniejszych utworów poety, a nawet za jego credo.
Wiersz został napisany przy użyciu metrum anapestycznego: wersy nieparzyste są czterostopowe, a parzyste dwustopowe. Całość rymuje się według schematu ababcdcd..., choć utwór jest zapisywany bez podziału na strofy. Ważną rolę odgrywa w nim aliteracja, dobitna zwłaszcza w pierwszych linijkach: fear – feel – fog – face.

## Treść
Przedsmak jest wierszem o śmierci i o podejściu do niej. Utwór wyraża przekonanie o potrzebie bohaterskiego mierzenia się z przeciwnościami losu. Poeta pisze wprost: „silny człowiek musi iść naprzód”. Śmierć w ujęciu Browninga to ukoronowanie trwającej przez całe życie walki człowieka. Wiersz kończy się zwrotem do ukochanej osoby „duszo mojej duszy”, którą można identyfikować ze zmarłą żoną poety, Elżbietą, stałą adresatką jego wierszy miłosnych. W zakończeniu wiersza podmiot liryczny wyraża wprost nadzieję na spotkanie z utraconą osobą i jednocześnie wyraża wiarę w Boga. Analogię można odnaleźć w liryce Browninga w wierszu Medytacja z jego ostatniego tomu Asolando z 1889 roku. Pod względem obrazowania utwór przypomina inne ważne dzieło Browninga, poemat Childe Roland to the Dark Tower Came.

## Przekłady polskie
Omawiany utwór przełożył na język polski tłumacz i znawca twórczości Browninga Juliusz Żuławski. Trzydzieści lat później swoją wersję dał – pod tytułem Przeczucie – Wiktor J. Darasz.